# Nor Kyank, Shirak
Nor Kyanq là một đô thị thuộc tỉnh Shirak, Armenia. Dân số ước tính năm 2011 là 1953 người.